# بیتروان
بیتروان، روستایی از توابع بخش پیرسلمان شهرستان اسدآباد در استان همدان ایران است 
شغل اصلی مردم روستا کشاورزی و دامداری است و اکثر کشاورزی روستا ب صورت کشت دیم است جمعیت ان حدود ۴۰۰ نفر است.

## جمعیت
این روستا در دهستان پیرسلیمان قرار دارد و براساس سرشماری مرکز آمار ایران در سال ۱۳۹۵، جمعیت آن ۳۲۶ نفر (۱۰۰خانوار) بوده‌است.